# Kebba K. Barrow
Kebba K. Barrow, bekannt als KKB (* 25. Januar 1955), ist ein gambischer Politiker.

## Leben
| Parlamentswahl | Stimmen | Stimmanteil |
| -------------- | ------- | ----------- |
| 1997           | 7.888   | 37,23 %     |
| 2017           | 10.022  | 51,11 %     |
| 2022           | 10.616  | 40,15 %     |

Kebba K. Barrow trat bei der Wahl zum Parlament 1997 als Kandidat der United Democratic Party (UDP) im Wahlkreis Kombo South in der Brikama Administrative Area an. Mit 37,23 % konnte er den Wahlkreis nicht für sich gewinnen, er unterlag seinen Gegenkandidaten Paul L. Mendy (APRC).
Bei späteren Wahlen trat Barrow nicht an, erst bei der Wahl zum Parlament 2017 im selben Wahlkreis trat er erneut an. Mit 51,11 % konnte er den Wahlkreis vor Abdou Kolley (APRC) für sich gewinnen. Für die Legislaturperiode 2017–2022 fungiert Barrow als Sprecher der Mehrheitsfraktion (englisch Majority Leader).
Im Mai 2018 wurde bekannt, dass Barrow mit dem Gedanken spielt von seinem Amt als Abgeordneter und Sprecher der Mehrheitsfraktion zurückzutreten. Er gab dafür gesundheitliche Probleme an.
Er trat jedoch bei den Parlamentswahlen 2022 erneut im Wahlkreis Kombo South als Kandidat der UDP an und wurde Mitglied der 6. Gambischen Nationalversammlung.